# LoveaHolic Vol.2
《LoveaHolic Vol.2》是香港男子音樂組合C AllStar的第10張錄音室專輯，於2017年5月推出，是同年2月推出的專輯《LoveaHolic Vol.1》的續作。與以外專輯主要收錄團體歌曲不同，本專輯主要收錄四子各自的獨唱單曲，為10月紅館演唱會后休團、四子獨立發展作准備。專輯宣傳中引入了名為Best Solo Selection、讓四子相互競爭的的投票活動以爭取在演唱會上唯一的獨唱機會，結果Jase以一票優勢勝出。專輯登上iTunes廣東專輯銷量榜和香港唱片商會銷量榜冠軍位置，並在KKBOX「2017年本地年度專輯榜」排行第五。

## 背景
成軍8年的C AllStar將在2017年10月於紅館舉行的兩場《生於C AllStar演唱會》，然後四名成員轉向獨立發展。與不久前推出的《LoveaHolic Vol.1》主打團體歌曲不同，《LoveaHolic Vol.2》以獨唱歌曲爲主，既是作爲演唱會的宣傳，亦讓四子提早嘗試單飛做歌的滋味，習慣沒有其他兄弟依賴的日子。

## 製作
全碟由黃偉文填詞，為C AllStar四子量身訂造單曲，以四種曲風講述四個私房故事。Jase獨唱的《Take Your Time》定位為較符合其個人風格的R&B曲風，不介意與主流K歌風格有一定差別。King獨唱的《出場序》由King主動向黃偉文提出意見，認為大家常常唱情歌，而他想唱些不同的題材，表達很多時候男人結婚的對象未必是自己最適合的那位，而那位最合適的可能是其前度。釗峰主唱的《別消失》題材環繞充滿絕望、在輕生邊緣的人，他希望透過這首歌把他們拉回來。On獨唱的《煉獄健身室》是為其健身迷的身份量身定造，並指很多人失戀之後都會瘋狂健身，因此自己對健身的喜好會與聽眾很有共鳴。
作為初次體驗單飛，四子都希望找公司外的監製合作，但由於成本所限，最后釗峰和King獨唱的歌曲仍然由同公司的長年合作伙伴賴映彤和阿簡監製。

## 宣傳
為了配合專輯與10月紅館演唱會的宣傳，寰亞音樂在4月11日宣布發起一個名為Best Solo Selection的投票活動，由四子各自主導企劃宣傳自己獨唱的單曲，並在一個月宣傳期后進行投票，最后得票最多的成員可獲得演唱會上唯一的獨唱機會。同時四首單曲通過抽簽與四個音樂平台配對並在一個月內獨家上線及推廣，結果King、Jase、釗峰和On的單曲分別與HMVPlay、KKBOX、MOOV和MusicOne配對。投票在5月13日一日進行，最后King、Jase、釗峰和On分別獲得1794、3001、1275和3000票，Jase以一票優勢獲得演唱會獨唱機會。這種四人競賽投票的專輯宣傳形式被指新穎。

## 回響
釗峰主唱的《別消失》被指回應社會議題，給人正能量，但亦有歌迷批評唱腔乏味，仍然停留在《天梯》階段﹔On在《煉獄健身室》中展示的作曲才華受到關注，MV裡一反以前斯文形象的肌肉造型被指或為其「殺出一條血路」﹔King的《出場序》被指是安全的K歌，反映其保守的性格﹔Jase的《Take Your Time》因為冒險挑戰非主流R&B曲風而受到好評。《明周》的馮禮慈认为四首独唱歌在C AllStar歷來作品中說不上非常傑出，作為暫別前的告別作稍有反高潮感覺，但仍肯定四首歌風格各異，還算豐富。Hong Kong Singer Channel的安迪認爲《別消失》及《出場序》都有不錯的旋律，《Take Your Time》則走較獨特風格，四首都是不錯的作品，並稱贊C AllStar連同《LoveaHolic Vol.1》已連續推出兩張實體碟，與很多新一輩歌手都選擇數位單曲在網上售賣以省卻製作實體碟的成本相比備顯誠意。

## 曲目
資料來自寰亞音樂官方Youtube頻道相應歌曲MV頁面及Apple Music相應專輯頁。
| 曲序     | 曲目                               |          | 作曲                                       | 编曲            | 製作人           | 时长  |
| -------- | ---------------------------------- | -------- | ------------------------------------------ | --------------- | ---------------- | ----- |
| 1.       | Take Your Time（Jase獨唱）         | 黃偉文   | Cousin Fung / Ronald Tsui / Nic Tsui@MOYAO | Cousin Fung     | 簡 / Cousin Fung | 3:56  |
| 2.       | 別消失（釗峰獨唱）                 | 黃偉文   | 賴映彤                                     | 賴映彤          | 簡 / 賴映彤      | 4:27  |
| 3.       | 煉獄健身室（On獨唱）               | 黃偉文   | On@ C AllStar                              | Adrian Chan     | Adrian Chan      | 4:47  |
| 4.       | 出場序（King獨唱）                 | 黃偉文   | Cousin Fung                                | Cousin Fung     | 簡               | 3:47  |
| 5.       | 聲音騷(永康)了（Featuring 蘇永康） | 黃偉文   | Cousin Fung / Nic Tsui / Ronald Tsui@MOYAO | TheInvisibleMen | 馮翰銘 / 蘇永康  | 4:46  |
| 总时长： | 总时长：                           | 总时长： | 总时长：                                   | 总时长：        | 总时长：         | 21:43 |

## 排行榜
- iTunes廣東專輯銷量榜冠軍[17]
- KKBOX「2017年本地年度專輯榜」第五位[18]
- 在香港唱片商會銷量榜上停留6周，在第2周登上冠軍位置[19]

## 脚注
1. ↑  《天梯》是釗峰主唱、推出于2010年的C AllStar歌曲